# Война полиций
«Война́ поли́ций» (фр. La Guerre des polices) — французский полицейский боевик Робена Дави с Клодом Брассёром в главной роли, за которую он был удостоен премии Сезар за лучшую мужскую роль .

## Сюжет
В центре сюжета противостояние двух французских полицейских департаментов, пытающихся одновременно расследовать одни и те же серьёзные преступления, но не совместно, а за спиной друг друга. Во главе двух департаментов стоят комиссары Фуш и Баллестрат. Перед обоими стоит задача по очистке преступного мира, однако противоборство коллег приводит к открытому противостоянию друг с другом. В результате разгорается война между самими полицейскими, которая приводит к жертвам.

## В ролях
| Актёр                | Роль                |
| -------------------- | ------------------- |
| Клод Брассёр         | комиссар Жак Фуш    |
| Марлен Жобер         | Мари Гарсин         |
| Клод Риш             | комиссар Баллестрат |
| Жорж Стаке           | Коломбани           |
| Жан-Франсуа Стевенен | Капати              |